# Nova Sintra do Monte

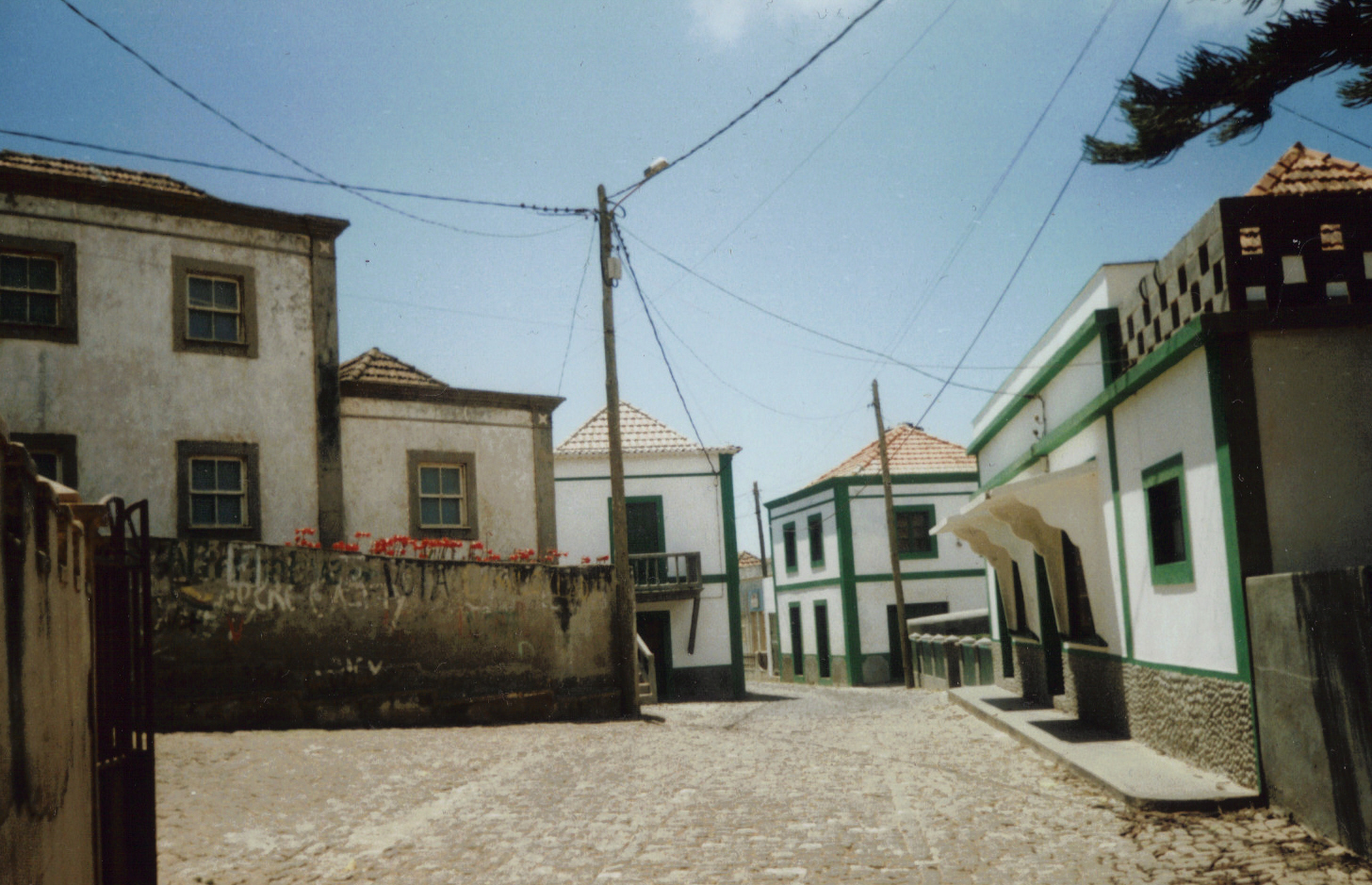
Rua Principal.

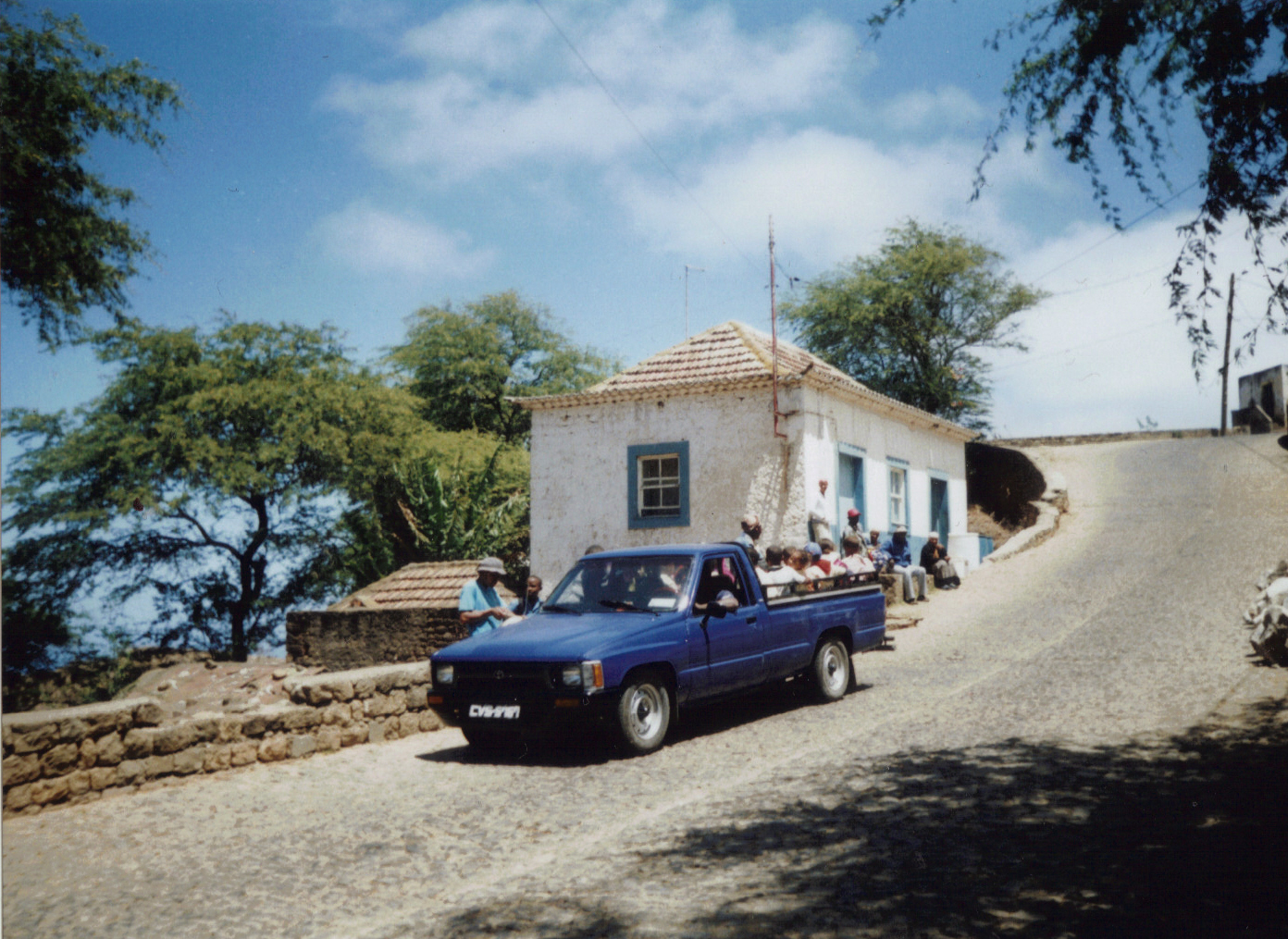
"Aluguer" em Nossa Senhora do Monte na Rua Principal.

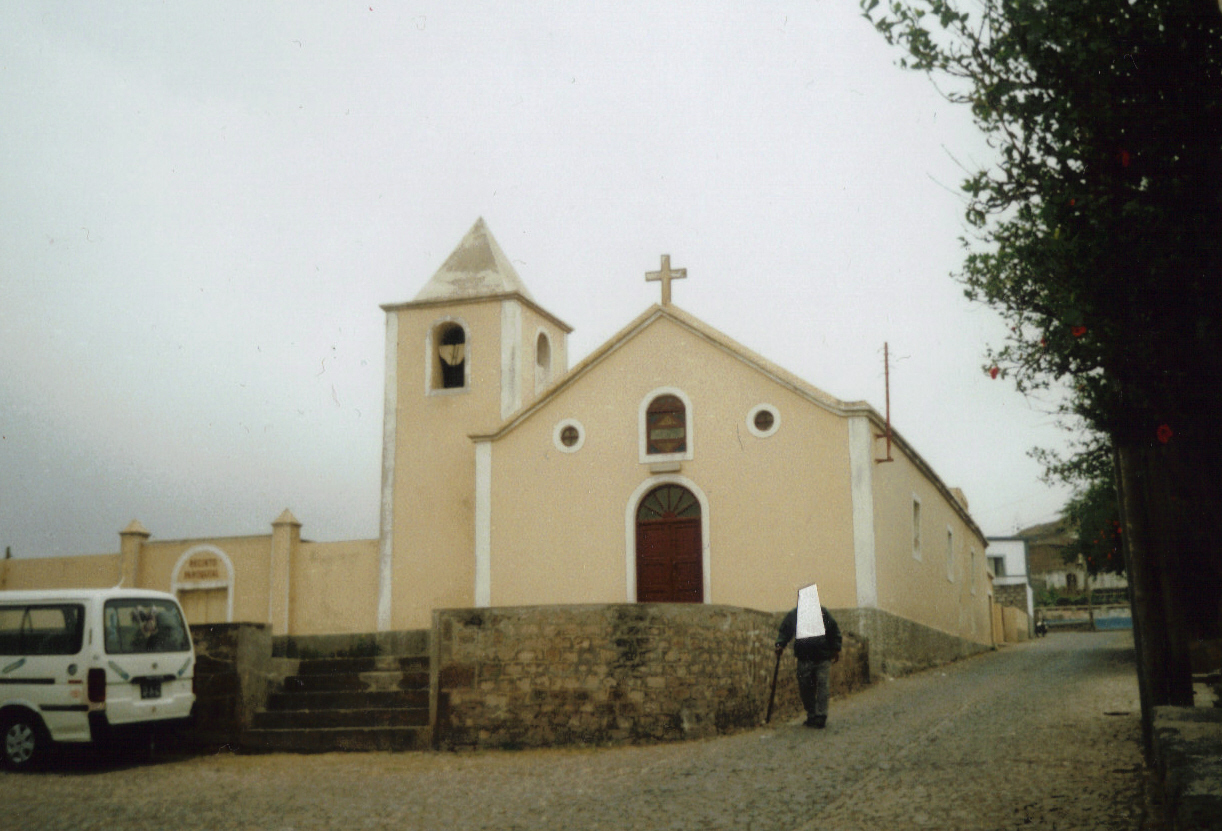
Igreja de peregrinação.

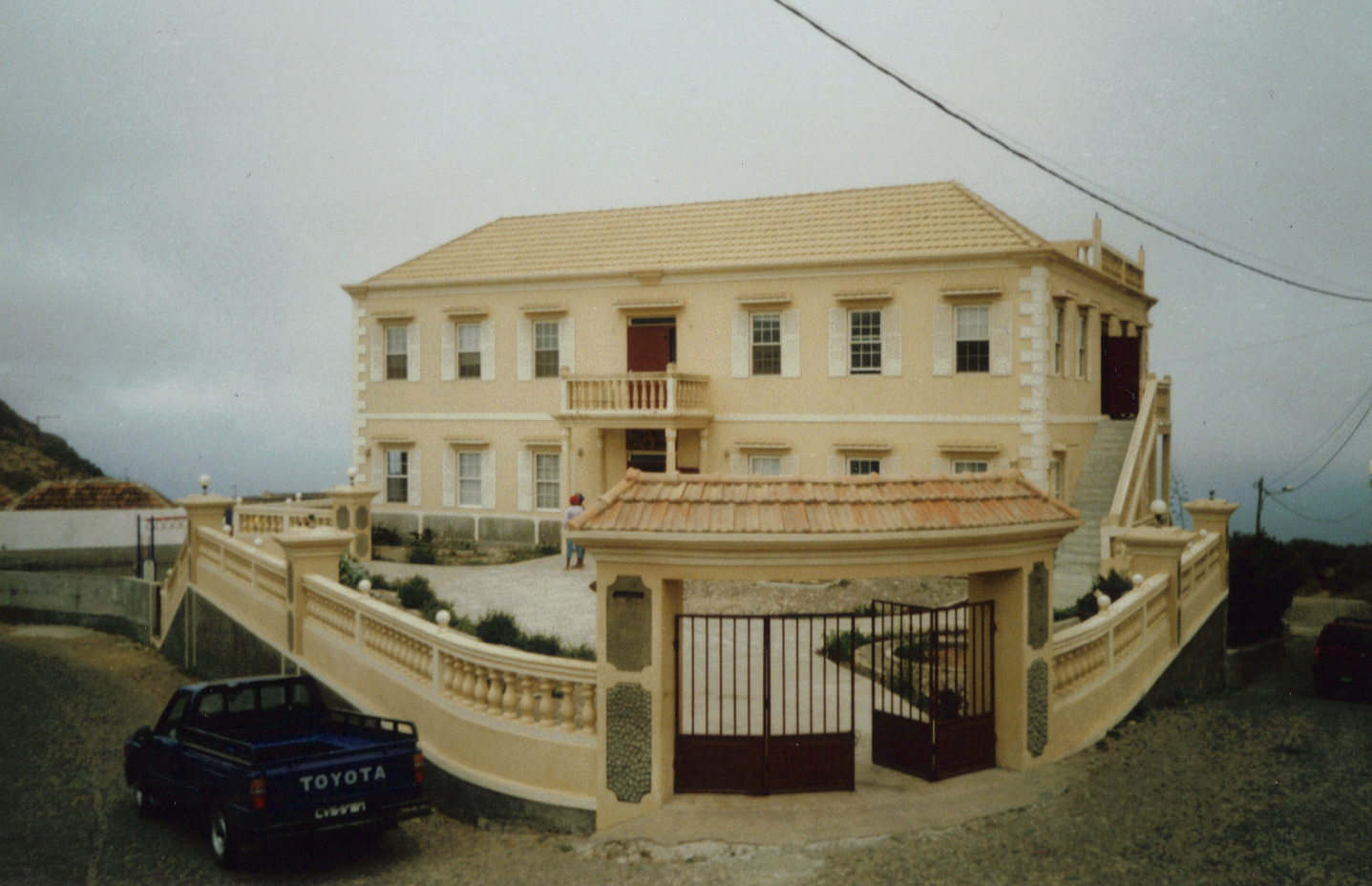
Escola.

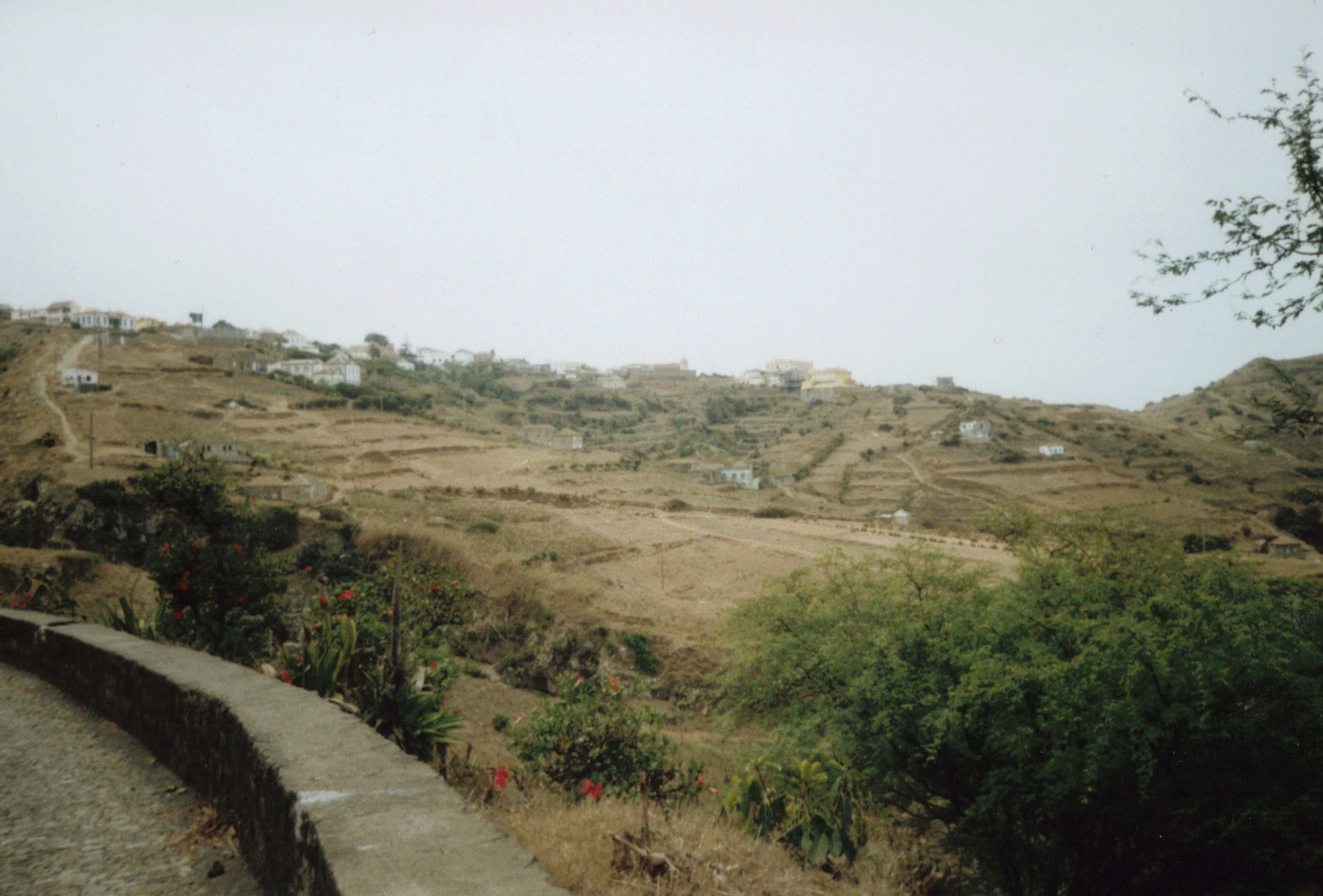
Vista geral do Norte.

Nossa Senhora do Monte é uma aldeia na ilha Brava, Cabo Verde, sede da freguesia com o mesmo nome.
A aldeia foi fundada em 1826, e alguns anos depois foi uma sede episcopal. Em 1862 Nossa Senhora do Monte foi um lugar de peregrinação.
A aldeia tem uma notável igreja de peregrinação, una pequena igreja Adventista e algumas lojas no centro. Uma escola está na quinta colonial em frente da igreja.
Nossa Senhora do Monte é acessível com o  "Aluguer" de Vila Nova de Sintra.

## Vilas próximos ou limítrofes
- Cova Joana, norte
- Lime Doce
- Campo Baixo, sudoeste